# Nycterophilia parnelli
Nycterophilia parnelli är en tvåvingeart som beskrevs av Wenzel 1966. Nycterophilia parnelli ingår i släktet Nycterophilia och familjen lusflugor. Inga underarter finns listade i Catalogue of Life.